# Hawley (Hampshire)
Hawley – wieś w Anglii, w hrabstwie Hampshire, w dystrykcie Hart. Leży 52 km na północny wschód od miasta Winchester i 50 km na południowy zachód od Londynu. Miejscowość liczy 5849 mieszkańców.